# Sferracavallo
Koordinaten: 38° 12′ N, 13° 17′ O

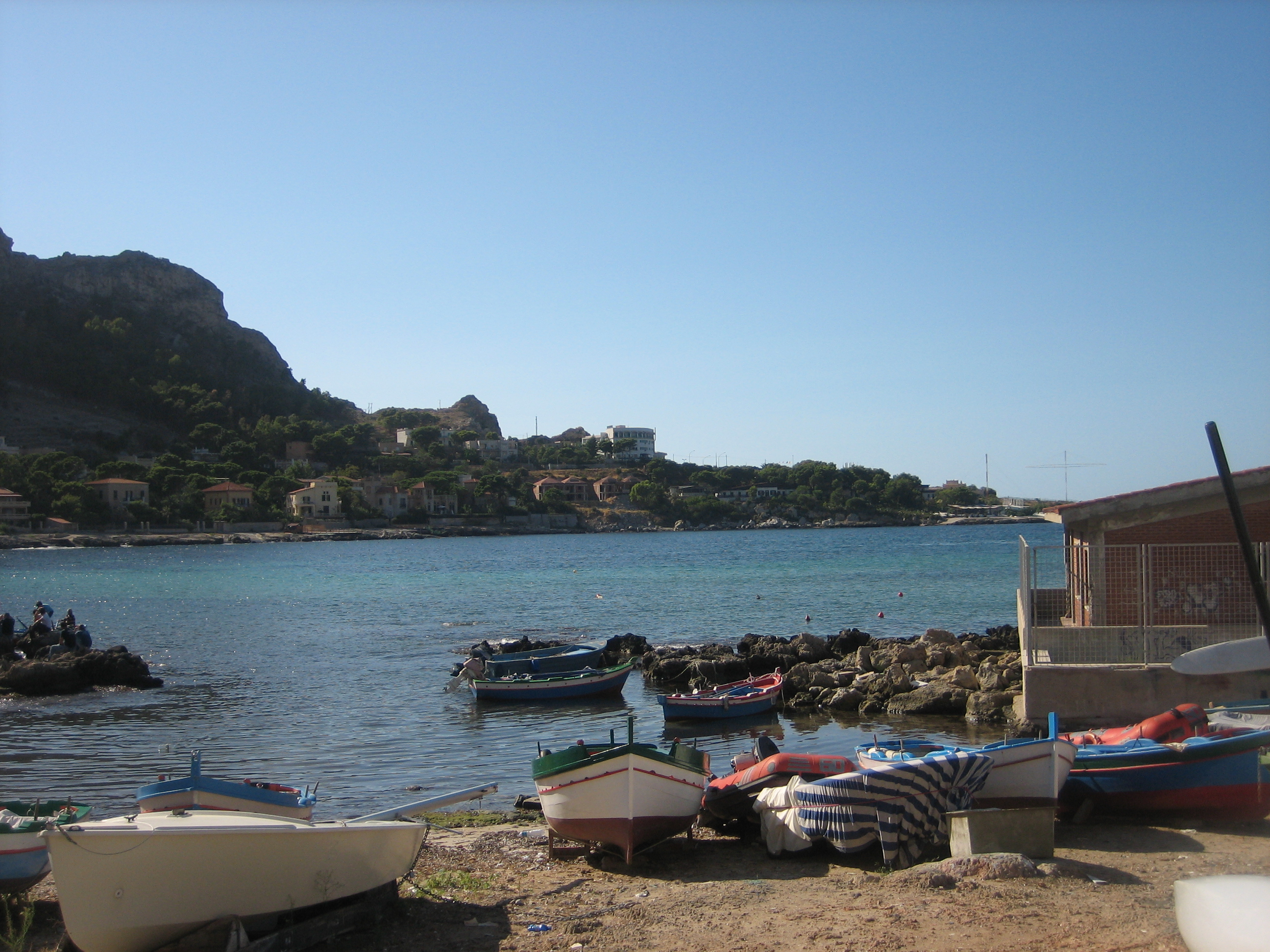
Fischerhafen von Sferracavallo

Sferracavallo (sizilianisch: Sferracavaddu) ist ein Vorort (borgata) von Palermo an der Nordküste Siziliens. Er gehört zur Circoscrizione Tommaso Natale - Sferracavallo und liegt 12 km vom Stadtzentrum entfernt an der SS 113 Settentrionale Sicula.

## Geographie
Das Fischerdorf liegt an der Bucht von Sferracavallo nordwestlich von Palermo, zwischen dem Monte Gallo auf der östlichen Seite und dem Monte Billiemi im Westen.
Teile des Ortes nahe der kleinen Halbinsel Punta Barcarello am Ostrand des Städtchens gehören zur Umweltzone C (leicht geschützter Bereich) der Riserva naturale orientata Capo Gallo. An der Punta di Barcarello befindet sich der Westzugang zu der Zone B (mittlerer geschützter Bereich) dieses Naturschutzgebiets.

## Geschichte
Knochenfunde und Ritzzeichnungen aus den umliegenden Grotten belegen, dass in dieser Gegend schon in der Steinzeit vor 12000 bis 14000 Jahren Menschen sesshaft waren.
Für die Neuzeit datieren schriftliche Quellen eine Besiedelung von Menschen um das Jahr 1350 am Ostrand des Ortes. Sie waren überwiegend Fischer, bauten aber auch Wein, Myrte und Gewürzsumach an.
Zum Schutz vor Piraterie wurden im fünfzehnten Jahrhundert zwei Wachtürme errichtet: einer  1417 an der Tonnara der Punta Matese, ein weiterer unbekannten Baudatums am Monte Billiemi. Der letztere musste für den Bau der Autobahn A29 zum nahe gelegenen Flughafen Falcone Borsellino Palermo in den 1960er Jahren abgerissen werden.

### Herkunft des Namens
Auf einer Karte des Battista Agnese aus dem Jahr 1553 wird der Ort noch als Marsaldino bezeichnet. Dies geht auf den arabischen Geographen Rogers II., al-Idrisi, zurück, der westlich von Palermo eine Reihe von Landestellen aufzählt. Interdisziplinäre Untersuchungen haben nachgewiesen, dass Sferracavallo das bei Idrisi genannte Marsà aṭ-ṭīn (Schieferhafen) ist.
Volksetymologisch wird der heutige Ortsname Sferracavallo auf die Straße zurückgeführt, der den nordwestlichen Teil der Insel mit Palermo verband und durch den Ort führte. Diese Straße war im 17.–18. Jahrhundert so schlecht geworden, dass den Pferden der aus Palermo kommenden Reisenden ihre Hufeisen abgenommen wurden (sferrare un cavallo „einem Pferd die Hufeisen abnehmen“). Jedoch war bis ins 20. Jahrhundert hinein das hauptsächlich benutzte Last-, Zug- und Reittier auf der Insel Sizilien der Esel, außerdem ist das Toponym „Sferra Cavallo“ schon bei Fazellus 1538 und bei Camilliani 1598 bezeugt. In der Form „Isferracavallu“ findet sich der Name bereits in Notariatsakten aus dem Jahr 1456.

### Straßenverbindungen
Gleichzeitig wird eine via publica (öffentliche Straße) erwähnt, die von Palermo dahin und weiter in Richtung Carini führte. Inwieweit es sich hier um den Verlauf der antiken Via Valeria handelt, die die Orte an der Nordküste Siziliens miteinander verband, konnte archäologisch bisher nicht untersucht werden. Öffentliche Verkehrswege sind jedoch schon in Urkunden aus den Anfängen der Normannenherrschaft für dieses Gebiet genannt. Eine trazzera (Saumpfad; sizilianische Bezeichnung für Nebenwege) über den Höhenrücken des Monte Billiemi nach Criullas, wo sie wieder auf die Hauptstraße traf, ist teilweise noch erhalten.
In der Mitte des 18. Jahrhunderts wurde die Hauptstraße erweitert und erneuert. Zu Ehren des damaligen Vizekönigs Eustachio di Laviefuille wurde sie „Via Eustachia“ genannt.

## Kultur und Sehenswürdigkeiten
Seit dem 19. Jahrhundert wird der Ort von Palermitanern als Sommerfrische in den heißen Monaten genutzt. Einige der damals errichteten Jugendstilvillen (villini Liberty) sind noch erhalten.
Am Monte Billiemi an der Westseite der Bucht liegt die Jugendherberge von Palermo (IYHF).
Außerdem verfügt der Ort über einen Campingplatz.

## Wirtschaft
Fischfang ist immer noch eine wichtige Erwerbsquelle der Einwohner. So ist der Ort bekannt für seine Gastronomie, die sich auf fangfrische Meeresfrüchte spezialisiert hat.

## Feste

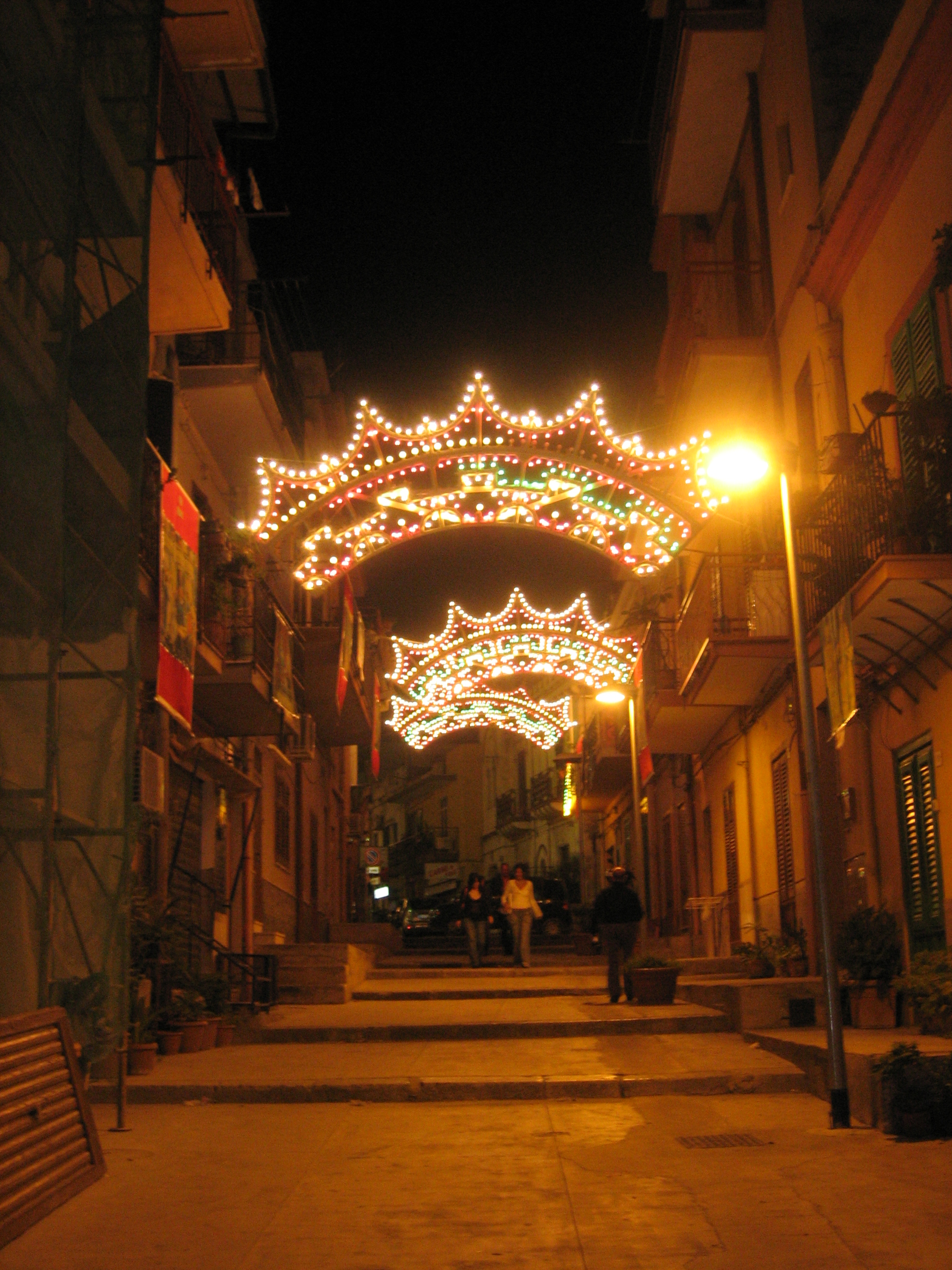
Lichtbögen zum Fest der Schutzheiligen

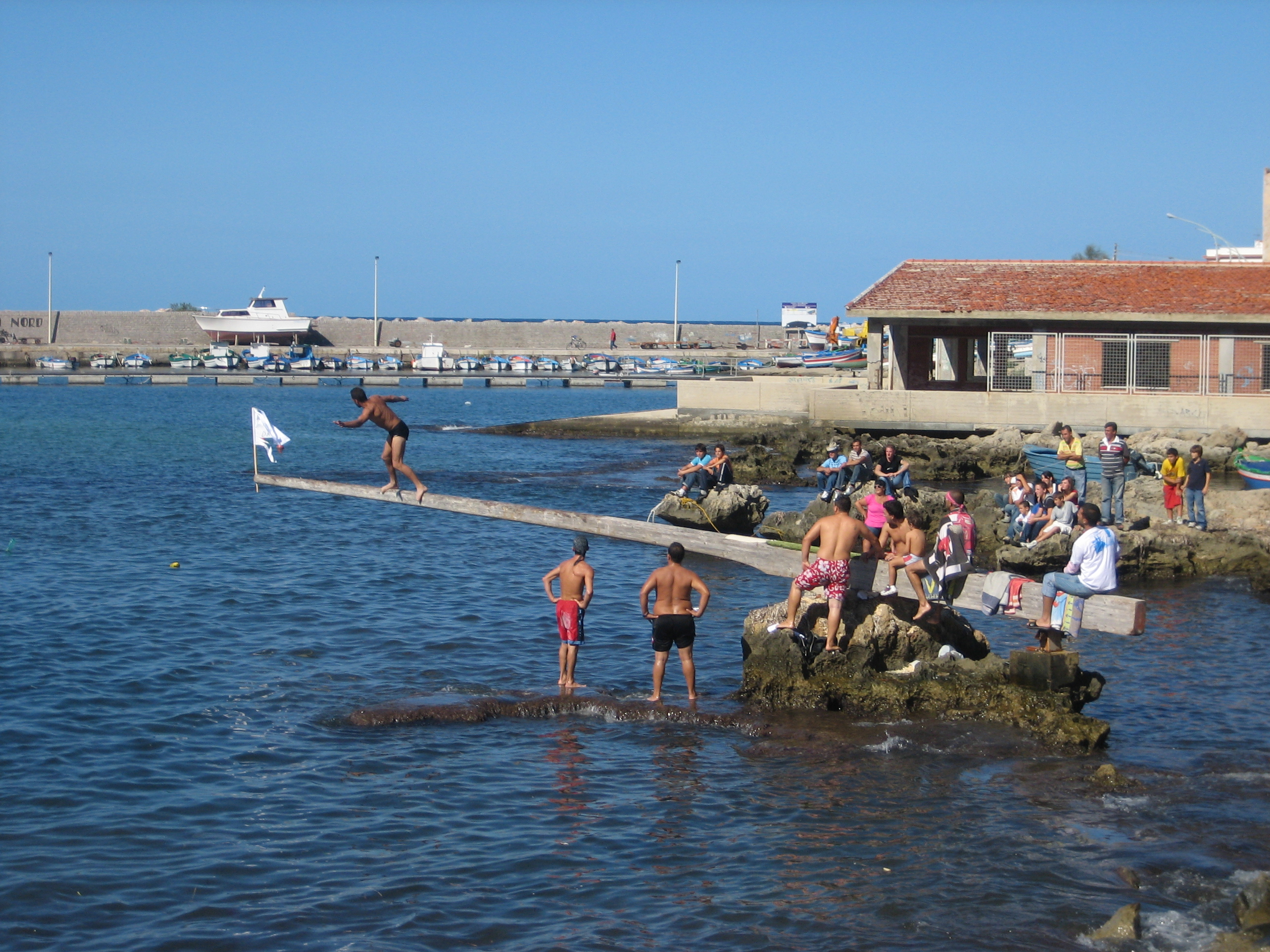
Gioco sull'antenna

Schutzheilige sind die Heiligen Cosmas und Damian, ihnen zu Ehren wird in der letzten Septemberwoche ein Fest gefeiert. Höhepunkte sind dabei:
- Gioco sul antenna, ein Wettbewerb zwischen zwei Familien. Dabei wird ein vertikal über dem Wasser angebrachter Balken, an dessen Ende eine Fahne befestigt ist, mit Schmierseife eingerieben. Die Partei, die es schafft, die Fahne zu holen, gewinnt.

- Die Kinderprozession: Jugendliche tragen eine Trage mit Holzskulpturen der beiden Heiligen (vara) durch die Straßen des Ortes. Anschließend gibt es ein Fest mit kulturellen Darbietungen und zum Schluss ein Feuerwerk.